# شهرستان هلیلان
شهرستان هلیلان یکی از شهرستان‌های استان ایلام ایران است. مرکز این شهرستان، شهر توحید است.
این شهرستان در تاریخ ۸ دی ۱۳۹۸ از شهرستان چرداول جدا شد و مستقل گردید.

## موقعیت جغرافیایی
شهرستان هلیلان از شمال با شهرستان کرمانشاه و از شمال غربی با شهرستان اسلام‌آباد غرب استان کرمانشاه، از شرق تا جنوب با شهرستان کوهدشت استان لرستان و از جنوب غربی با شهرستان چرداول همسایه است.

## جاذبه‌های گردشگری
- غارهای «مرآو» (marauw) و مَرروس (mar-ross): قدیمی‌ترین آثار تاریخی گروه‌های پراکندهٔ انسانی در حوزه فرهنگی ایلام و لرستان در درّهٔ هُلیلان، واقع در کناره رودخانهٔ سیمره است که در ارتفاع ۹۳۰ متری از سطح دریا واقع شده‌است، در این منطقه حداقل هفت محل شناسایی شده‌است. این محل‌ها نزدیک منطقه ای به نام «پل باریک» در شمال روستای سرچم و دو محل دیگر، یعنی دو غار به نام «مرآو» (marauw) و مَرروس (mar-ross) که گفته می‌شود آثار به دست آمده از آن متعلق به دورهٔ پارینه سنگی زیرین (upper upperpalaeolithic) و تاریخ تخمینی آن حدود ۲۰۰ هزار تا ۱۰۰ هزار سال پیش است. از این هفت محل، دو محل پناهگاه سنگی و پنج محل دیگر از نوع محل باز هستند. باستان‌شناسان این دوره را مربوط به فرهنگ آشولین «Acheulean» می‌دانند.
- دره شیرز (تنگه شیرز) در خط مرزی این شهرستان (بخش زردلان) با استان لرستان قرار دارد که یکی از مناطق گردشگری مهم منطقه محسوب شده و گردشگران داخلی و بعضاً خارجی از آن بازدید می‌کنند.[۲]
- همچنین از سایر زیبایی‌های این منطقه می‌توان به رودخانه سیمره، تنگه تیر، قلعه سام، پل دختر و پسر، قبرستان تاریخی بان لکان، قبرستان‌های سه‌گانه روستای مهدیه و بقعه امامزاده محمد در نزدیکی بخش هلیلان اشاره کرد.
- کوه کران‌بزان: طی بهار ۱۳۸۹ دره کُران بُزان با هدفِ کشف و شناسایی محوطه‌های باستانی و مطالعه چشم‌انداز فرهنگی آن مورد بررسی قرار گرفت. دره کُران بُزان دره طویل و باریکی است که در مرکز کوهستان‌های زاگرس واقع گردیده و شامل بخش‌هایی از غرب استان لرستان و بخش‌هایی از شمال شرقی استان ایلام در زاگرس مرکزی است. این دره به واسطه جریان رودخانه سیمره و پتانسیل‌های سرشار زیست‌محیطی قابلیت‌های فراوانی به ویژه در دوره پیش از تاریخ دارد. با توجه به قابلیت‌های فراوان منطقه و موقعیت مهم جغرافیایی آن در زاگرس مرکزی، منطقه کاملاً با پای پیاده و به صورت فشرده با هدف یک بار برای همیشه مورد بررسی قرار گرفت. منطقه مورد بررسی ۷۱ کیلومتر مربع وسعت دارد و شامل دره‌ها، تپه ماهورها و ارتفاعات حاشیه رودخانه سیمره است. در نتیجه بررسی موفق به کشف تعداد قابل توجهی (۱۲۲ مکان) محوطه باستانی از کهن‌ترین دوره استقرار بشر تا به امروز شدیم. از این تعداد ۱۱۰ مکان مربوط به دوره پارینه سنگی، دو محوطه مربوط به دوره نوسنگی، یک محوطه مربوط به دوره مس و سنگ، دو محوطه عصر مفرغ، هفت محوطه مربوط به دوره تاریخی و هفت اثر و محوطه مربوط به دوره اسلامی است. این مکان‌ها شامل محوطه‌های باز دوره پارینه سنگی، روستاها و استقرارهای موقت، قلعه، آسیاب، کانال آب رسانی و دو گورستان است. نتایج بررسی نشان می‌دهد که بیشترین شواهد به دست آمده در دره مربوط به دوره پارینه سنگی میانی است و در دوره‌های پس از آن به جز یکی دو استقرار دایم و شماری محوطه با پراکندگی سطحی مواد فرهنگی، معمولاً خالی از سکنه بوده‌است. این موضوع به احتمال فراوان در رابطه با کمبود اراضی حاصلخیز در دره و وضعیت ویژه زمین ریخت‌شناسی آن است. هرچند که اکتشافات هنوز کامل نیست و سالیان سال است که مورد بررسی قرار نگرفته‌است.

هلیلان دارای آثار تاریخی و باستانی فراوانی چون قلعه‌ها، گورستان‌های تاریخی، پل‌ها و به خصوص تپه‌های باستانی است که بسیاری از این محوطه‌های تاریخی توسط باستان‌شناسان داخلی و خارجی مورد کاوش و بررسی قرار گرفته‌اند.                                                                                                                                                      همچنین هلیلان دارای یکی از قدیمی ترین بافت های سنگ فرشی در دنیا می باشد.
یافته‌های باستان‌شناسی بیانگر آن است که سرزمین باستانی ناحیه سیمره در زاگرس میانی به دلیل دارا بودن شرایط مساعد زیستی، قله‌های مرتفع برفگیر، آب فراوان، مراتع حاصلخیز، جنگلهای انبوه، غارها و پناهگاه‌های طبیعی از دیرباز محل مناسبی برای اقامتگاه‌های موقت و دائمی بشر بوده‌است.
صادق ملک شهمیرزادی در این خصوص می‌نویسد: قدیمی‌ترین آثار گروه‌های پراکندهٔ انسانی در حوزه فرهنگی ایلام و لرستان در درّهٔ هلیلان واقع در کناره رودخانه سیمره که در ارتفاع ۹۳۰ متری از سطح دریا واقع شده‌است، حداقل هفت محل شناسایی شده‌است. این محل‌ها نزدیک تپه گوران و در منطقه‌ای به نام پَل باریک است.
دشت هلیلان یکی از مهم‌ترین محلهای تمدنی ایران باستان است.
آثار بدست آمده از آن متعلق به دورهٔ زیرین پارینه سنگی و تاریخ تخمین آن حدود ۱۰۰ هزار تا ۲۰۰ هزار سال پیش است. از این هفت محل، دو محل پناهگاه سنگی چهار محل از نوع محل باز و محل دیگر تپه گوران مربوط به دورهٔ نوسنگی (۷۰۰۰ سال ق. م) در ایران است.
دشت هلیلان به علت قرار گرفتن در محدودهٔ بین تمدنهای قدیم ایران باستان به خصوص تمدن ساسانی و همچنین عبور جاده شاهی (شوش به اکباتان) در جنوب و جادهٔ خاوران در شمال آن یکی از محل‌های تمدنی و باستانی ایران زمین به‌شمار می‌رود.
این منطقه در سال ۱۹۶۲ و ۱۹۷۴ میلادی توسط یک هیئت باستان‌شناسی از کشور دانمارک به سرپرستی یورگن ملگارد و پِدر مورتنسن در دو بخش باستان‌شناسی و مردم‌شناسی مورد بررسی و شناسایی قرار گرفت.
مطالب گفته شده تنها بخشی از آثار تاریخی و فرهنگی این شهرستان است، متأسفانه از گذشته‌های دور تا به حال توجه جدی ای به این آثار ارزشمند، چه کشف شده و چه کشف نشده وجود نداشته‌است.
سرقت‌های این آثار توسط افراد سود جو و فروش آنها که همان‌طور از وجود این آثار در کشورهایی نظیر دانمارک و موزه معروف کپنهاگ می‌توان دید نشان از این بی‌توجهی مسئولین است.
افراد محلی نیز به این موضوع اشاره می‌کنند که هرکس با استفاده از ابزاری مانند فلزیاب، می‌تواند آثار مختلفی پیدا کند و هیچگونه نظارت جدی ای وجود ندارد.                  

## فعالیت‌های اقتصادی
فعالیت های اقتصادی بیشتر مردم این منطقه کشاورزی و دامداری است.

## مردم‌شناسی
مردم در بخش مرکزی هلیلان و دهستان بیجنوند به لکی گویش می کنند.

## تقسیمات کشوری
شهرستان هلیلان دارای ۲ بخش، ۴ دهستان و ۱ شهر به شرح زیر است:                                                                                                                                                                                                                                                                                                                                                                                                                                                                                                                                                                                                                                                                                                                           

### شهرستان هلیلان
| بخش   | مرکز بخش  | جمعیت بخش ۱۳۹۵ | نام دهستان | مرکز دهستان | جمعیت دهستان ۱۳۹۵ | شهر              | جمعیت شهر ۱۳۹۵   |
| ----- | --------- | -------------- | ---------- | ----------- | ----------------- | ---------------- | ---------------- |
| مرکزی | توحید     | ۹٬۴۴۷ نفر      | گوران      | شیراوند     | ۲٬۹۹۸ نفر         | توحید            | ۳٬۷۲۸ نفر        |
| مرکزی | توحید     | ۹٬۴۴۷ نفر      | داجیوند    | مهدیه       | ۲٬۷۲۱ نفر         | توحید            | ۳٬۷۲۸ نفر        |
| جزمان | چشمه ماهی | ۵٬۸۲۹ نفر      | داربید     | سرچم        | ۳٬۳۱۵ نفر         | **************** | **************** |
| جزمان | چشمه ماهی | ۵٬۸۲۹ نفر      | زردلان     | پیازآباد    | ۲٬۵۱۴ نفر         | **************** | **************** |

## جمعیت
بر پایه سرشماری عمومی نفوس و مسکن در سال ۱۳۹۵، جمعیت شهرستان هلیلان برابر با ۱۵٬۲۷۶ نفر بوده‌است.